# Taylor Spreitler
Taylor Danielle Spreitler (Hattiesburg, 23 oktober 1993) is een Amerikaanse actrice en voormalig model.
Spreitler werd in 2011 genomineerd voor een Young Artist Award voor haar rol als Mia McCormick in de televisieserie Days of our Lives.

## Filmografie

### Films
Uitgezonderd korte films.
- 2020 Driven to the Edge - als Tess
- 2018 Leprechaun Returns - als Lila Redding
- 2017 Amityville: The Awakening - als Marissa
- 2014 Girl on the Edge - als Hannah Green
- 2014 Category 5 - als jonge Victoria
- 2013 The Contractor – als McKenzie Chase
- 2012 3 Day Test – als Lu Taylor
- 2012 Stalked at 17 – als Angela Curson

### Televisieseries
Uitgezonderd eenmalige gastrollen.
- 2020-2022 Young Sheldon - als Sam - 3 afl.
- 2016-2018 Kevin Can Wait -als Kendra Gable - 48 afl.
- 2015 Casual - als Mia - 6 afl.
- 2010-2015 Melissa & Joey – als Lennox Scanlon - 104 afl.
- 2012 Never Fade Away – als Trish Cavanaugh - 4 afl.
- 2009-2010 Days of our Lives – als Mia McCormick - 139 afl.

- International Standard Name Identifier: 0000 0001 2083 7703
- Library of Congress Control Number: no2011091176
- Virtual International Authority File: 171918346
- WorldCat: E39PBJf8w4VttJ48cr4gtgMQMP